# Wu Maw-Kuen

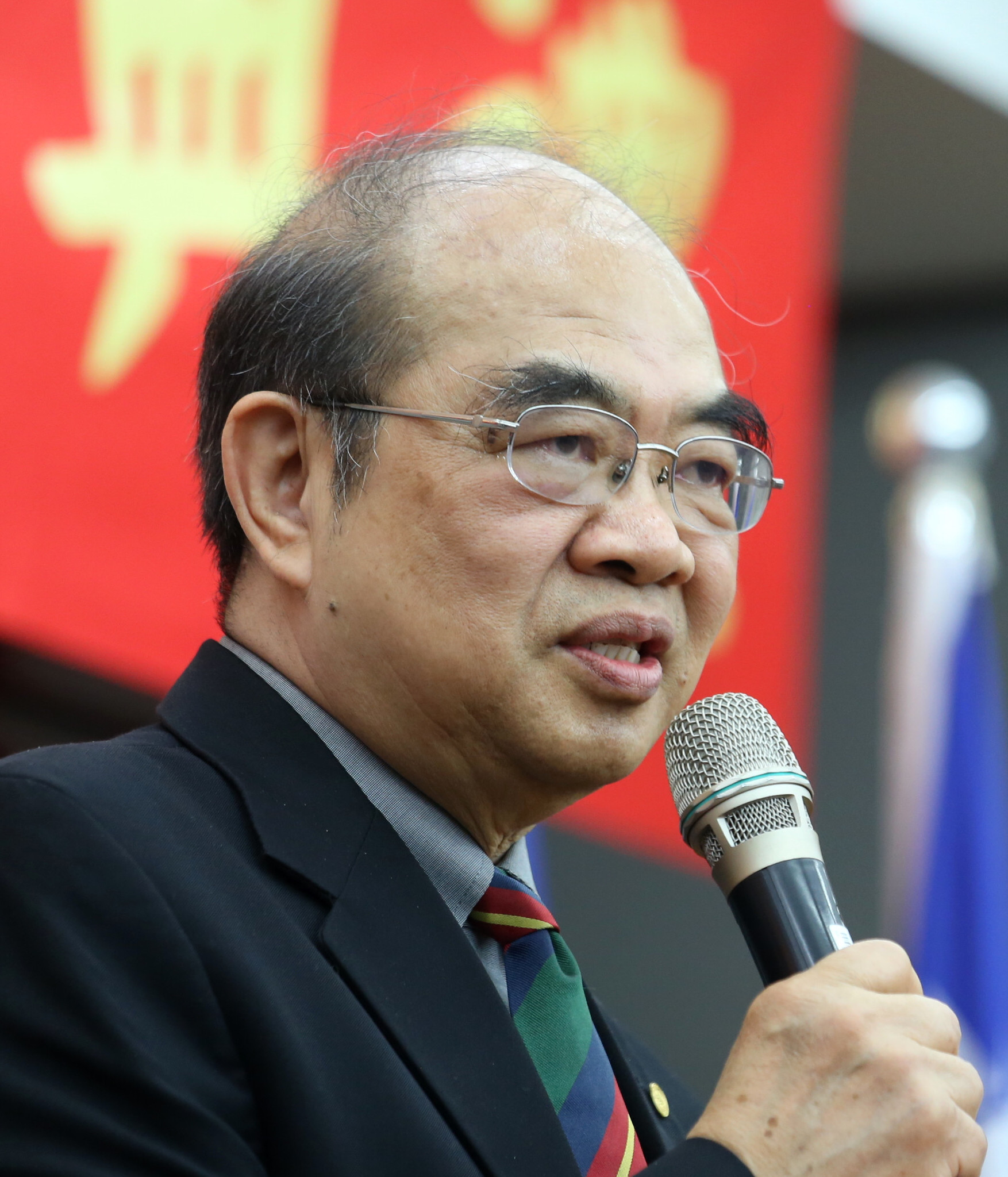
Wu Maw-Kuen, 2018

Wu Maw-Kuen (chinesisch 吳茂昆, Pinyin Wú Màokūn; * 6. Dezember 1949 in Yuli, Landkreis Hualien, Republik China (Taiwan)) ist ein Physiker aus Taiwan.
Wu verbrachte seine Kindheit in Taiwan. Er erhielt den PhD in Physik 1981 an der University of Houston und wurde Assistenzprofessor an der University of Alabama (1987–88). Später war Wu Professor für Physik an der Columbia University (1988–94). Während dieser Zeit übernahm er verschiedene Position an der NTHU auf Taiwan, wo er seit 1994 reguläres Fakultätsmitglied ist. Von 2004 bis 2006 war Wu Vorsitzender des taiwanesischen National Science Council, das Fördermittel für die Forschung vergibt, Direktor am Institute of Physics der Academia Sinica (2002–2004, 2006–2012) und Präsident der National Dong Hwa University.
Im April 2018 wurde er zum Bildungsminister ernannt.
Seine Forschungsgebiete sind Supraleiter und Kryotechnik. Zusammen mit Chu Ching-wu entdeckte er 1987 Supraleitung in Yttrium-Barium-Kupferoxid über 77 Kelvin. In den 2000er Jahren wurden unter seiner Führung wichtige Beiträge zu einer neuartigen Klasse von Niedertemperatursupraleiter mit extrem hohen Sprungtemperaturen auf Basis von FeAs erzeugt. Für diese Beiträge wurde er mit dem Nikkei Asia Prize 2011 ausgezeichnet.

## Auszeichnungen
- 1988 USA Chinese Association of Engineering Annual Award
- 1988 State of Alabama Resolution
- 1988 University of Alabama Research Award
- 1988 Comstock-Preis für Physik zusammen mit Chu Ching-wu
- 1989 Tamkang Golden Eagle Award
- 1994 Fellow, Chinese Physical Society
- 1994 Bernd T. Matthias Prize
- 1995 Y. T. Lee Outstanding Scientist Award
- 1998 NASA Special Awards
- 2004 Mitglied der National Academy of Sciences
- 2007 Ettore Majorana-Erice-Science for Peace Prize
- 2009 Taiwanese-American Foundation (TAF) Award
- 2010-03 Germany Humboldt Research Award
- 2011 Nikkei Asia Prize 2011
- 2011 Wissenschaftspreis des Präsidenten der Republik China (Taiwan)[6]